# Fred Elbourne
Fred Elbourne, né vers les années 1920, est un homme politique fidjien.

## Biographie
Il naît aux Fidji d'une mère française, dans une famille de sept enfants, avec une soeur et cinq frères. Sa mère quitte la famille en 1923 avec sa soeur pour s'installer à Wallis.
Engagé au parti de l'Alliance (conservateur), il est élu député à la Chambre des représentants aux élections législatives de 1972, les premières après l'indépendance des Fidji en 1970. Député d'arrière-ban de la majorité durant la législature 1972-1977, il ne se représente pas aux élections de 1977. Il revient en politique en se présentant comme candidat du Parti nationaliste fidjien, parti d'extrême-droite ethno-nationaliste autochtone, aux élections de 1987. Avec seulement 7,2 % des voix, il est largement battu dans sa circonscription par le candidat de l'Alliance, Peter Stinson.